# ان‌جی‌سی ۷۰۹۶
ان‌جی‌سی ۷۰۹۶ (انگلیسی: NGC 7096) یک کهکشان مارپیچی بزرگ است که در فاصله ۱۳۰ میلیون سال نوری از زمین در صورت فلکی هندی واقع شده است. کهکشان NGC 7096 همچنین بخشی از گروهی از کهکشان‌ها است که شامل کهکشان NGC 7083 است. کهکشان NGC 7096 توسط اخترشناس جان هرشل در ۳۱ اوت ۱۸۳۶ کشف شد.